# Hildisrieden
Hildisrieden es una comuna suiza del cantón de Lucerna, situada en el distrito de Sursee. Limita al noroeste con la comuna de Neudorf, al noreste con Römerswil, al sureste con Rain, al suroeste con Neuenkirch, y al oeste con Sempach.